# Bala encadenada

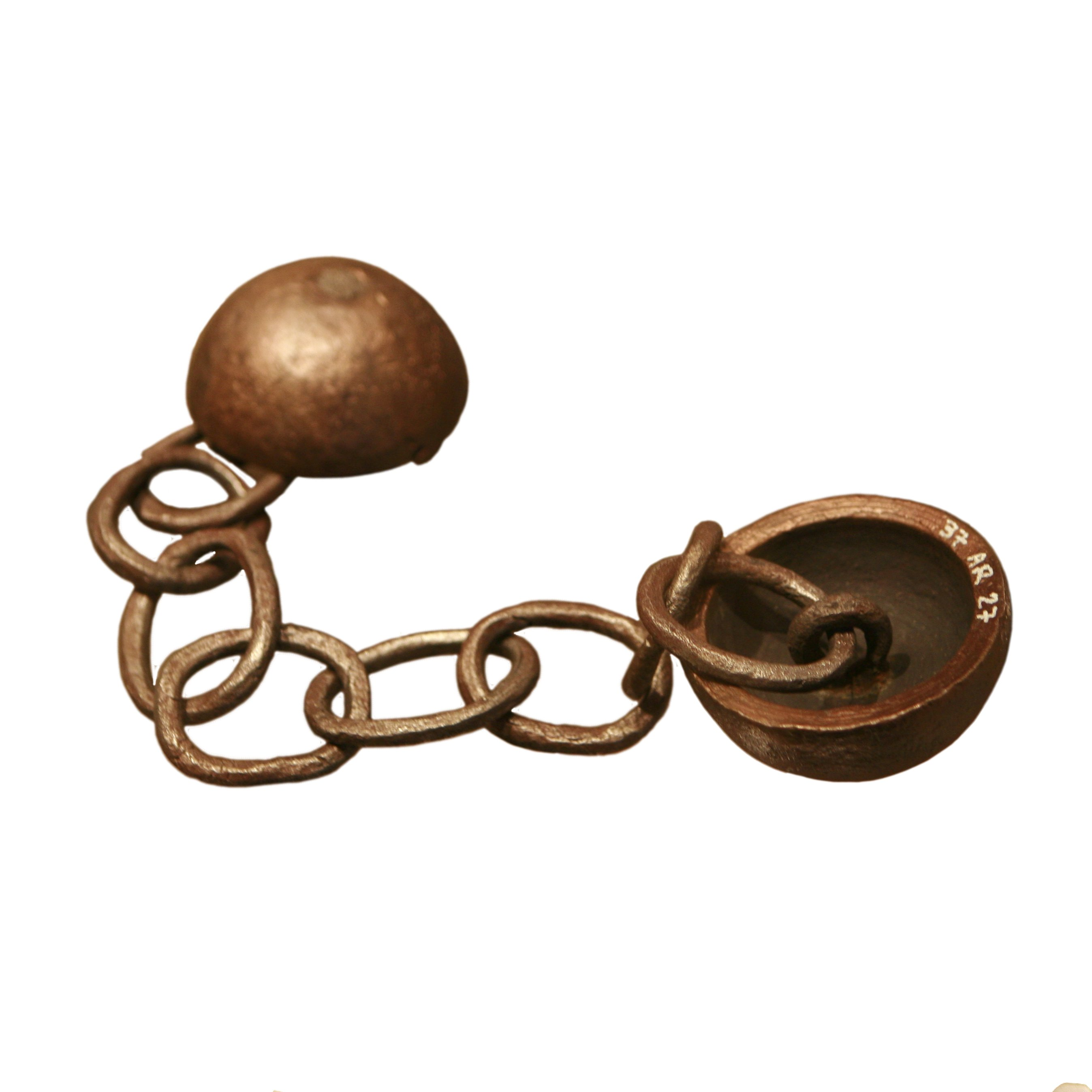
Una bala encadenada francesa.

En artillería, la bala encadenada es un tipo de munición naval obsoleta formada por dos bolas de cañón subcalibradas, o las mitades de una, unidas por una cadena. La palanqueta es similar, pero están unidas por una barra maciza. Fueron empleadas en la guerra naval durante la era de los navíos de vela y los cañones de avancarga para derribar mástiles, o para cortar los obenques y otros aparejos de un barco.

## Funcionamiento
Al ser disparada, tras salir del cañón, los componentes de la bala revolotean en el aire y la cadena que los une se despliega. En el pasado, hasta 3 m de cadena podían atravesar el blanco. Sin embargo, el revoloteo hacía que tanto las balas encadenadas como las palanquetas sean menos precisas, por lo que eran empleadas a corto alcance.

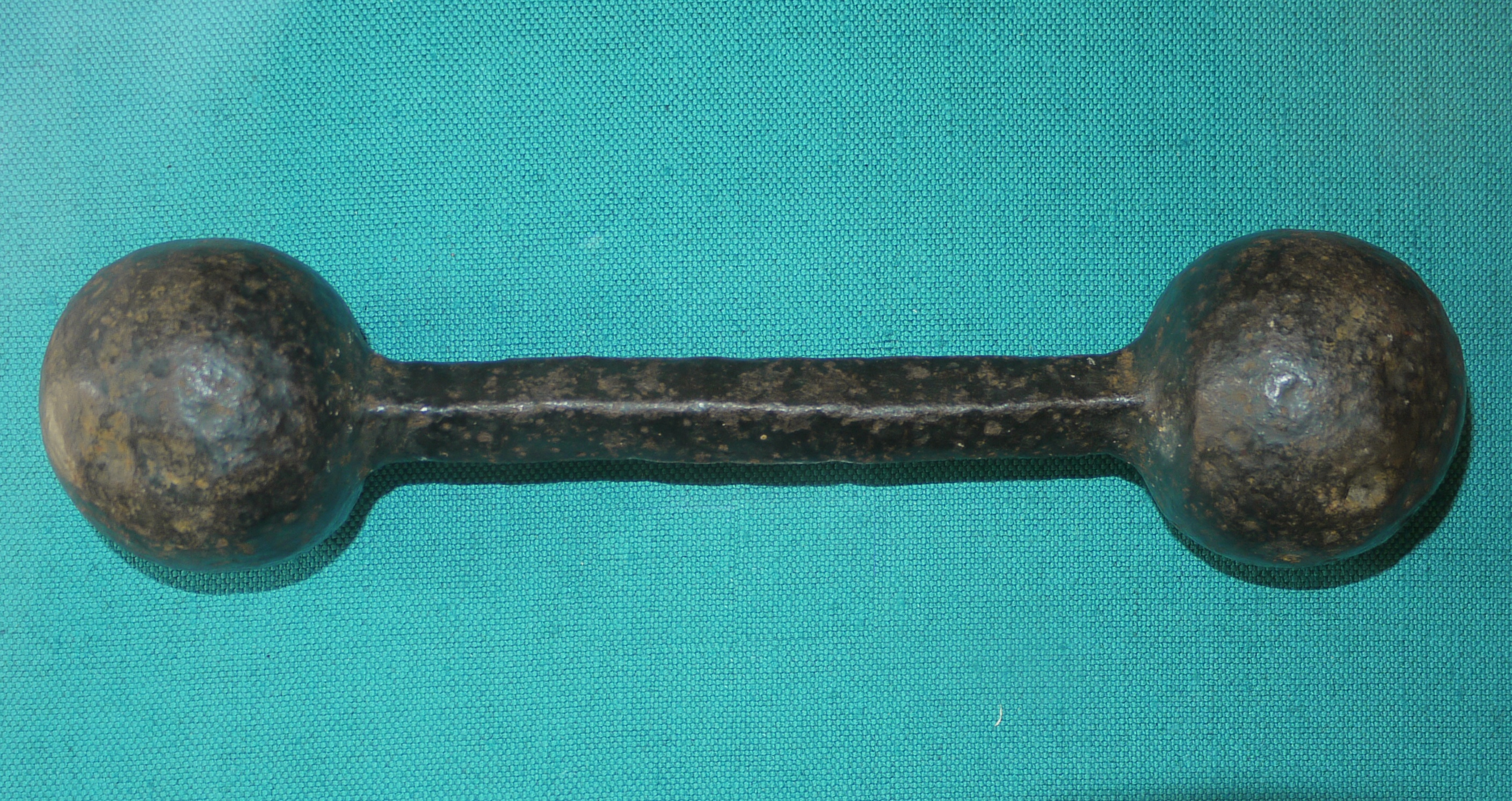
Una palanqueta.

Aunque podía infligir heridas graves, la bala encadenada no era normalmente empleada como munición antipersona; este papel era cumplido con más efectividad y menor costo por el bote de metralla o el racimo de metralla. Las balas encadenadas fueron utilizadas como munición antipersona por los defensores de Magdeburgo en 1631, por lo que según el consejero Otto von Guericke, fue un motivo de la extrema violencia de los atacantes victoriosos. También fue empleada en la India contra el 76.º de Highlanders en 1803, por las tropas de la Unión en la batalla de Gettysburg durante la Guerra de Secesión, contra los Parlamentaristas en la primera guerra civil inglesa y por los franceses contra los holandeses en la batalla de Waterloo.
La utilidad militar de la bala encadenada cesó cuando los navíos de vela con casco de madera fueron reemplazados por navíos de vapor blindados en las armadas, así como por barcos mercantes de vapor que no tenían aparejos que sirviesen como blanco para las balas encadenadas. Además, el cambio del armamento naval de los cañones de avancarga con ánima lisa a los cañones de retrocarga con ánima rayada redujo la producción de nuevas balas encadenadas; la cadena dañaría el ánima de los cañones (reduciendo su alcance máximo, así como su alcance efectivo al reducir su precisión), mientras que los nuevos cañones de retrocarga y sus municiones estaban pensados para ser efectivos contra navíos blindados, así como navíos de vela.
En la actualidad, su efecto es replicado en escopetas con el uso de cartuchos bolo, dos proyectiles unidos por un alambre fuerte. Estos cartuchos están prohibidos en varias jurisdicciones, incluyendo Florida e Illinois.